# Friedrich Bessel
Friedrich Wilhelm Bessel (22 tháng 7 năm 1784 – 17 tháng 3 năm 1846) là một nhà toán học và thiên văn học người Đức. Ông là đồng nghiệp của Carl Friedrich Gauss, cũng là một nhà toán học kiêm thiên văn học khác. Thiên thạch 1552 Bessel mang tên ông như một sự vinh danh. Năm 20 tuổi Bessel đã tính được quỹ đạo sao chổi Galile. Trong công việc, ông sử dụng nhiều kiến thức toán học liên quan đến lý thuyết xác suất và phương pháp bình phương cực tiểu để hiệu chỉnh các kết quả đo đạc.